# Chrysophyllum albidum
Chrysophyllum albidum (лат.) — дерево, вид рода Хризофиллум (Chrysophyllum) семейства Сапотовые (Sapotaceae), фруктовое дерево, произрастающее в тропической Африке.

## Распространение и местообитание
Chrysophyllum albidum встречается в западной тропической Африке от Сьера-Леоне на восток до центральной тропической Африки. Растёт в плотных низинных дождевых лесах как часть лесного полога, иногда в галерейных лесах.

## Ботаническое описание
Chrysophyllum albidum — дерево с, как правило, слаборазветвлённой кроной до 40 м в высоту. Ствол имеет утолщенное основание, которое переходит в каннелированный ствол, достигающий 2 м в диаметре. Плод почти сферический слегка заострён на кончике и имеет диаметр около 32 мм. Плоды съедобны, обычно их собирают в дикой природе местные жители, которые также выращивают C. albidum как деревенские фруктовые деревья. Плоды часто продаются на местных рынках.

## Использование
Фрукт дерева, называемый также белое звёздчатое яблоко, съедобный с приятным кисло-сладким вкусом, употребляют сырым. Плоды также являются потенциальным источником безалкогольных напитков, их можно ферментировать и перегонять для производства вина и спиртных напитков.
Кору дерева употребляют в традиционной медицине.
Коричнево-белая древесина мягкая, грубая и открытая; очень быстро портится при контакте с землей; её легко пилить и строгать. Используется для строительных работ, ручек для инструментов и аналогичных целей.